# 小松八四郎
小松 八四郎（こまつ はちしろう/こまつ やしろう、1875年(明治8年)4月20日 - 1962年(昭和37年)10月5日）は、日本の陸軍軍人。陸軍工科学校長を務めた陸軍少将である。

## 生涯
生い立ち

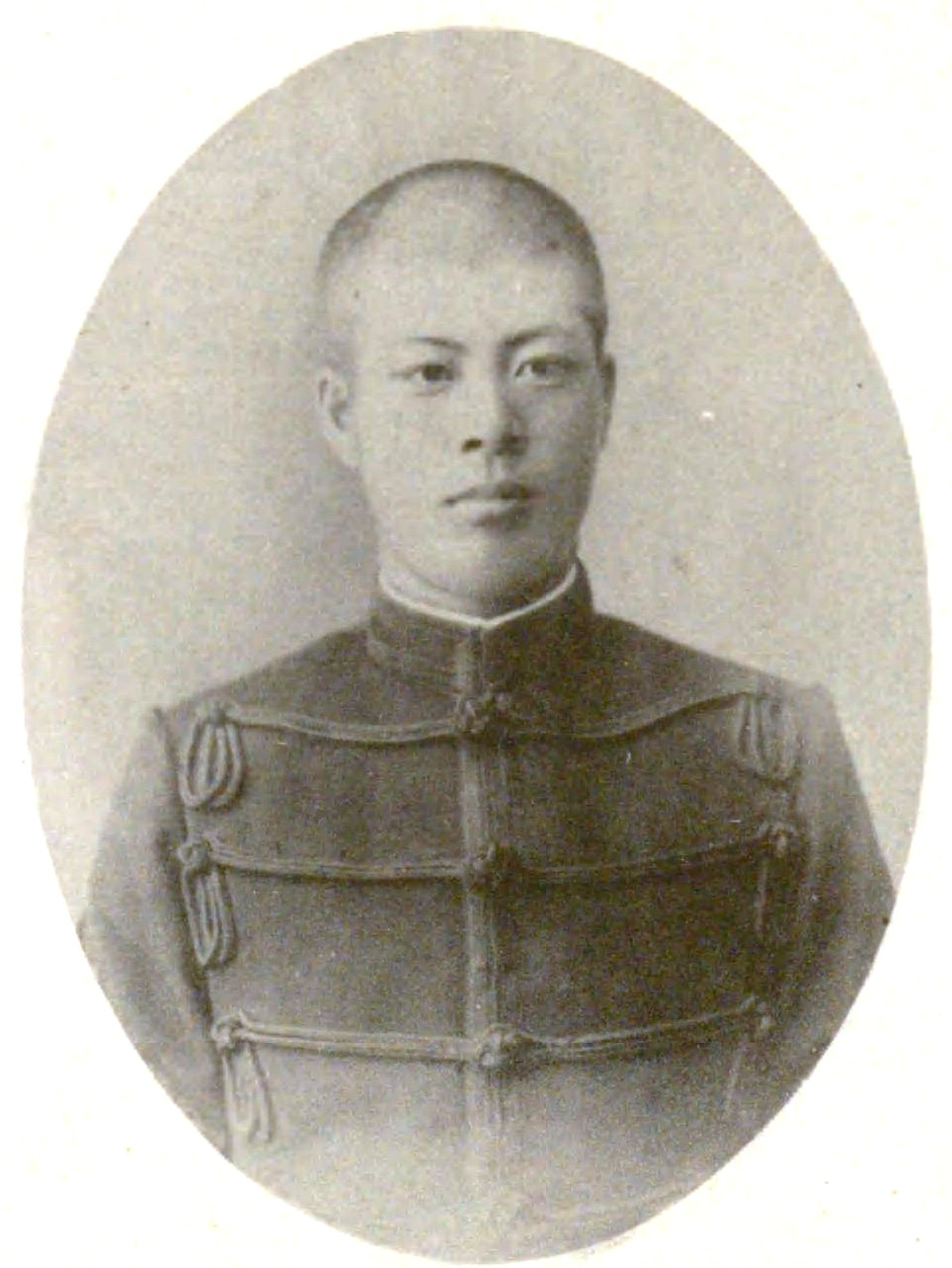
小池保憲少尉は仙台幼年学校時代に大越兼吉の訓育を受ける。第八師団歩兵第十七連隊第五中隊小隊長。

旧会津藩藩士の小池家に生まれ、叔父にあたる小松運の養嗣子となる。小池家は平頼盛を遠祖とする家伝を持つ家であった。実父の小池蒲生（保命）は蛤御門の変以来の歴戦の士で、斗南へ移住後、東京で労働者となる。のち警察官に採用され畑能賢や蛤御門で一番槍の功名を挙げた窪田伴治の遺児らと同僚となった。小松にとって同年配の、畑英太郎、俊六兄弟は竹馬の友であり、「畑の太郎（畑英太郎）さんを見よ」と言われて育った。養父の小松運は西南戦争に出征した陸軍軍医であった。
陸軍軍人
幼年学校を経て士官学校へ進み、7期を卒業。同期生に畑英太郎のほか石井常造、佐治喜一などの稚松会会員がいる。1897年（明治30年）、砲兵少尉に任官。小松の原隊は野砲第二連隊（仙台）で、兵科は砲兵である。砲工学校に学び、弘前、旭川、台湾で野砲部隊に勤務した。日露戦争時は大尉として兵器製造工場の監督などの任にあった。
1907年（明治40年）少佐、1914年（大正3年）中佐へ進級し、野砲第二連隊大隊長、山砲兵大隊長（久留米）を経て、野砲第二十二連隊長（京都）として海城に駐屯した。1920年（大正9年）12月1日付で工科学校長に就任。1922年（大正11年）8月15日少将へ昇進と同時に待命。翌年3月に予備役となる。1947年（昭和22年）11月28日、公職追放仮指定を受けた。
小松はその編纂によって『小池少尉遺稿　掃露余滴』を遺した。この書は小松の甥で黒溝台会戦で戦死した小池保憲少尉の遺稿である。稚松会創立以来の会員であり、また仙台在住の委員として同郷後進の育成にも携わった。従四位勲三等功五級。